# Geroj (film fra 2016)
 Ikke at forveksle med Geroj (film fra 2019).
Geroj (russisk: Герой) er en russisk romantisk dramafilm fra 2016 instrueret af Jurij Vasiljev efter manuskript af Natalia Dorosjkevitj og Olga Pogodina-Kuzmina. Filmen er løst baseret på en sand historie, og foregår under 1. verdenskrig, den russiske revolution og de første år af den russiske borgerkrig. Filmens hovedroller spilles af popsangeren Dima Bilan (i dennes filmdebut) og Svetlana Ivanova.

## Handling
Andrej Kulikov er en ung maskinarbejder, der skal til Paris for at besøge en gammel dame og købe den ældste russiskproducerede bil, Russo-Balt. Mens han går gennem Paris, ser Andrej en kvinde, Vera, og dermed starter fortællingen om to kærlighedshistorier, adskilt af tre generationer og hundrede år.
Senere, da Andrey besøger en kirkegård, finder han graven tilhørende en ung kvinde, der ligner hende, han lige har mødt i Paris. Under sin søgen i fortiden bliver det klart, at Veras og Andrejs skæbner er forbundet. Hans oldefar, Andrej Dolmatov, havde været officer i den Hvide Hær under den russiske revolution, hvor han forelskede sig i hertuginde Vera Tjernisjeva under  det russiske imperium sidste dage og under den russiske borgerkrig.

## Medvirkende
- Dima Bilan som Andrej Dolmatov / Andrej Kulikov
- Svetlana Ivanova som Vera Tjernisjeva / Vera Jezerskaja
- Aleksandr Adabashyan som Lev Chij
- Aleksandr Balujev som Teresjjenko
- Marat Basjarov som Ivan Karlovitj von Liven
- Jurij Vasiljev som præst